# 天口镇
天口镇，是中华人民共和国河北省邢台市任泽区下辖的一个乡镇级行政单位。
2012年，河北省民政厅批复同意撤销天口乡，设立天口镇，镇人民政府驻天口村滏阳路6号。

## 行政区划
天口镇下辖以下地区：
天口村、田玉庄村、辛兴庄村、安上村、吴家庄村、杜家庄村、东刘村、西刘村、北桥村、北定村、前刘村、曲辛庄村、于盟庄村、马家庄村、尼家庄村、邓桥村、东甄庄村、西甄庄村、王家庄村、宁家庄村、前中魁村、后中魁村和曲辛寨村。